# Route européenne 98
Pour les articles homonymes, voir Route 98.
La route européenne 98 (E98) est une route reliant Topboğazi à Cilvegözü.